# Chen Yan
Chen Yan (n. 2 mai 1979, Nanjing, Republica Populară Chineză) este o înotătoare ce a reprezentat Republica Populară Chineză, medaliată olimpică. A participat la o ediție a Jocurilor Olimpice (1996) în care a câștigat o medalie de bronz.

## Participări
Lista de mai jos prezintă principalele competiții la care a participat Chen Yan de-a lungul carierei.
- swimming at the 1996 Summer Olympics – women's 4 × 100 metre medley relay[*]